# ماسامي إيهارا
ماسامي إيهارا، من مواليد 18 سبتمبر 1967 في ميناكوتشي في شيغا باليابان، وهو لاعب كرة قدم ياباني سابق، وقد كان كابتن لمنتخب اليابان لكرة القدم لأكثر من عقد كامل، وهو أكثر لاعب ياباني لعب مع منتخب اليابان لكرة القدم، حيث شارك في 122 مباراة دولية.
و قد أمضى إيهارا معظم مسيرته الكروية مع نادي يوكوهاما مارينوس، وقد سمي باسم سيد مارينوس من قبل الجماهير، وقد اختير في عام 1995 كأفضل لاعب في آسيا، وبعد أن ترك نادي مارينوس انضم إلى نادي جوبيلو إيواتا ولعب له موسم قبل أن يلعب لنادي أوراوا ريدز في آخر موسمين له، وبعدها توجه إلى التدريب.

## الأندية التي لعب لها
1986/1989 تسوكوبا يونفيرستي
1990/1999 يوكوهاما مارينوس
2000 جوبيلو إيواتا
2000/2002 أوراوا ريدز دايموندز

## إنجازاته
- أفضل لاعب في آسيا عام 1995
- كأس آسيا 1992

## روابط خارجية
- ماسامي إيهارا على موقع الاتحاد الدولي (مؤرشف)  (الإنجليزية)
- ماسامي إيهارا على موقع رابطة كرة القدم اليابانية للمحترفين (اليابانية)
- ماسامي إيهارا على موقع قاعدة بيانات كرة القدم.إي يو (الإنجليزية)
- ماسامي إيهارا على موقع ناشيونال فوتبول تيمز (الإنجليزية)
- ماسامي إيهارا على موقع Soccerway.com (الإنجليزية)
- ماسامي إيهارا على موقع عالم كرة القدم.نت (الإنجليزية)